# Trnovo, Nova Gorica
Trnovo este o localitate din comuna Nova Gorica, Slovenia, cu o populație de 305 locuitori.